# Подковский (Волгоградская область)
Подковский — хутор в Кумылженском районе Волгоградской области России. Входит в состав Слащёвского сельского поселения. Население 74 чел. (2010).

## География
Расположен в западной части региона, в лесостепи, в пределах Хопёрско-Бузулукской равнины, являющейся южным окончанием Окско-Донской низменности. Разбит на 4 обособленных квартала.
Абсолютная высота 74 метра над уровнем моря.

## Население
| 2010 |
| ---- |
| 74   |

Гендерный состав
По данным Всероссийской переписи населения 2010 года в гендерной структуре населения из 74 человек мужчин — 41, женщин — 33 (55,4 и 44,6 % соответственно).
Национальный состав
Согласно результатам переписи 2002 года, в национальной структуре населения
русские составляли 91 % из общей численности населения в 89 чел..

## Инфраструктура
Личное подсобное хозяйство.

## Транспорт
Просёлочные дороги.